# Higini Clotas
Higini Clotas i Cierco, né le 27 mai 1947 à Barcelone, est un homme politique espagnol membre du Parti des socialistes de Catalogne (PSC).

## Vie professionnelle
Après des études supérieures en architecture technique à l'École technique supérieure d'architecture de Barcelone (ETSAB), Higini Clotas devient technicien éditorial et travaille dans diverses maisons d'édition à partir de 1968. Il adhère en 1976 au syndicat des arts graphiques de l'Union générale des travailleurs (UGT) et prend la direction des éditions Dopesa en 1978.

## Vie politique

### Débuts
En conclusion du Ier congrès du Parti des socialistes de Catalogne (PSC), convoqué en 1978, Higini Clotas est nommé secrétaire aux Études et à la Documentation de la commission exécutive nationale formée par le premier secrétaire Joan Reventós. Pour les élections parlementaires du 20 mars 1980 en Catalogne, il est investi en 12e position sur la liste du PSC dans la circonscription de Barcelone, emmenée par Reventós. À 32 ans, il est élu député au Parlement de Catalogne, où il est deuxième porte-parole du groupe socialiste, sous l'autorité d'Eduardo Martín Toval puis Lluís Armet.
Nommé secrétaire national du PSC lors du IIe congrès, organisé en juillet suivant, il est promu secrétaire à la Politique parlementaire à l'issue du IIIe congrès, réuni en 1982.
Il est remonté à la neuvième place de la liste de Barcelone, conduite par Raimon Obiols, pour les élections parlementaires du 29 avril 1984. Confirmé comme second porte-parole du groupe du PSC, il est porté à la présidence de la commission de contrôle parlementaire de la radiotélévision publique, puis en décembre 1987 à celle de la commission de suivi des Jeux olympiques de Barcelone.

### Porte-parole parlementaire
Dans la perspective des élections parlementaires du 29 mai 1988, Obiols remonte Higini Clotas en septième position sur la liste de Barcelone. Après le scrutin, il est promu porte-parole du groupe socialiste, toujours dans l'opposition. Il est reconduit après les élections parlementaires du 15 mars 1992, au cours desquelles il occupait la sixième place de la liste de la circonscription de Barcelone.
Obiols ayant renoncé à postuler une fois de plus à la présidence de la Généralité, son nom est évoqué en juillet 1995 comme possible remplaçant, aux côtés de l'ancien vice-président du gouvernement espagnol Narcís Serra, du ministre des Travaux publics Josep Borrell, du maire de Barcelone Pasqual Maragall et du maire de Gérone Joaquim Nadal. Les trois premiers étant finalement écartés, l'appareil du PSC penche majoritairement en faveur de Nadal selon un sondage interne réalisé par le président du parti Joan Reventós. Il remonte en cinquième position sur la liste que mène le maire de Gérone dans la circonscription de Barcelone pour les élections parlementaires anticipées du 19 novembre suivant. Il est reconduit dans ses fonctions de porte-parole et devient en juin 1996 président de la commission de suivi de l'Union européenne et des Actions extérieures.

### Vice-président du Parlement de Catalogne
À la suite des élections parlementaires du 17 octobre 1999, le nouveau chef de file socialiste, Pasqual Maragall, choisit Joaquim Nadal comme porte-parole parlementaire, Higini Clotas étant présenté comme un possible candidat à la présidence du Parlement. Finalement, il est proposé pour le poste de vice-président qui revient au PSC, la candidature à la présidence se trouvant confiée à Josep Maria Vallès (es). Avec la candidate au secrétariat Montserrat Tura, ils sont également chargés de proposer une réforme du règlement de l'assemblée.
Le 6 novembre, Higini Clotas est désigné à 52 ans premier vice-président du Parlement par 67 voix favorables, tandis que la candidate du Parti populaire Dolors Montserrat obtient le poste de deuxième vice-présidente avec 65 suffrages, Convergence et Union (CiU) ayant volontairement fait s'abstenir trois députés pour garantir aux socialistes la première vice-présidence. Il est reconduit après les élections parlementaires du 16 novembre 2003, obtenant alors 77 voix grâce au soutien du PP, d'ICV-EUiA et de la moitié des députés d'ERC. Il entame un troisième mandat après les élections parlementaires anticipées du 1er novembre 2006.

### Fin de carrière
À la suite des élections parlementaires du 28 novembre 2010, Lluís Corominas prend la suite d'Higini Clotas à la première vice-présidence du fait d'un accord entre CiU et le PP, mais Convergence et Union assure le maintien de Clotas au bureau en lui permettant d'accéder aux fonctions de second vice-président.
Lors d'une réunion de la commission exécutive nationale le 3 septembre 2012, le premier secrétaire du PSC Pere Navarro annonce un important jeu de chaises musicales : Clotas prendra la présidence de la commission des Affaires institutionnelles, cédant ses fonctions de vice-président à Joaquim Nadal, lui-même remplacé à la présidence du groupe parlementaire par Xavier Sabaté, proche de Navarro. Higini Clotas, qui reste alors le seul député à siéger sans interruption depuis les premières élections en 1980, annonce dès le lendemain en réunion du groupe parlementaire qu'il a l'intention de renoncer à son mandat à la fin du mois en cours, regrettant le manque de tact dont a fait preuve la direction du parti en décidant de son changement d'affectation.
Nadal renonce le 24 septembre à le remplacer, lui réaffirmant son amitié indéfectible et exprimant son malaise quant à son remplacement. Pourtant, Clotas démissionne effectivement trois jours plus tard, mais n'est pas remplacé puisque le Parlement est dissous le 2 octobre. Il ne se représente pas aux élections anticipées qui suivent en novembre et achève ainsi sa carrière politique.

## Vie privée
Higini Clotas est le frère cadet de Salvador Clotas, député de Barcelone au Congrès des députés entre 1980 et 2004.